# Vlaamse Nutsregulator
De Vlaamse Nutsregulator, tot 31 december 2024 de Vlaamse Regulator van de Elektriciteits- en Gasmarkt (VREG) is een autonome dienst met rechtspersoonlijkheid, die onder toezicht staat van het Vlaams Parlement dat instaat voor de regulering, controle en bevordering van de transparantie van de elektriciteits- en aardgasmarkt in het Vlaams Gewest.
De VREG werd opgericht als Vlaamse openbare instelling in december 2001 (bij decreet van 6 juli 2001). In het kader van Beter Bestuurlijk Beleid werd de VREG op 1 april 2006 een publiekrechtelijk vormgegeven EVA (bij decreet van 30 april 2004). Het agentschap werd daarbij ingedeeld tot het beleidsdomein Leefmilieu, Natuur en Energie.
De VREG zorgt ervoor dat de Vlaamse elektriciteits- en aardgasmarkt efficiënt georganiseerd wordt en werkt. Daartoe verstrekt hij advies aan de Vlaamse overheid en controleert en reguleert hij, samen met de CWaPE, BRUGEL en de CREG, de Belgische Elektriciteits- en Gasmarkt. Bovendien informeert hij de verbruiker - particulier, zelfstandige of industrieel - en geeft hij antwoord op zijn vragen, zodat hij zelf kan oordelen welke energieleverancier het beste bij hem past.
De VREG is best bekend door zijn V-test, de vergelijking tussen het aanbod van de energieleveranciers. Verder biedt de VREG ook de Servicecheck, een vergelijking van de kwaliteit van de dienstverlening van de energieleveranciers aan en de Groencheck, waarmee mensen die een contract afsloten voor groene elektriciteit (dit wil zeggen elektriciteit afkomstig van hernieuwbare energiebronnen) kunnen controleren of hun elektriciteitsleverancier voldoende Garanties van Oorsprong heeft ingediend om het groene karakter van de elektriciteit te staven.
Door de zesde staatshervorming is de VREG sinds 1 juli 2014 bevoegd voor de vastlegging van een tariefmethodologie en de goedkeuring van de distributienettarieven voor elektriciteit en aardgas in het Vlaams Gewest. Naast de technische regulering en toezicht op de Vlaamse distributienetbeheerders (netuitbouw ter ondersteuning van Vlaams energiebeleid en openbaredienstverplichtingen) bepaalt de VREG nu ook de vergoeding voor deze diensten die aanzet tot efficiënte bedrijfsvoering (tariefregulering).
De voorzitter van de raad van bestuur is sinds februari 2022 Maarten De Cuyper. Hij volgde Ronnie Belmans op.